# Jack M. Murphy
Jack M. Murphy (* 6. September 1925 in Shoshone, Lincoln County, Idaho; † 3. Mai 1984 ebenda) war ein US-amerikanischer Politiker. Zwischen 1967 und 1975 war er Vizegouverneur des Bundesstaates Idaho.

## Werdegang
Über die Jugend und Schulausbildung von Jack Murphy ist nicht viel überliefert. Er absolvierte die University of Utah und muss dort oder an einer anderen Universität Jura studiert haben, weil er später als Rechtsanwalt arbeitete. Neben dieser Tätigkeit war er auch noch Rancher. Während des Zweiten Weltkrieges war er Feldwebel in der US Army. Politisch schloss er sich der Republikanischen Partei an.
1966 wurde Murphy an der Seite von Don Samuelson zum Vizegouverneur von Idaho gewählt. Dieses Amt bekleidete er nach einer Wiederwahl zwischen dem 2. Januar 1967 und dem 6. Januar 1975. Dabei war er Stellvertreter des Gouverneurs und Vorsitzender des Staatssenats. Seit 1971 diente er unter dem neuen Gouverneur Cecil D. Andrus. Im August 1972 nahm er als Delegierter an der Republican National Convention in Miami Beach teil, auf der Präsident Richard Nixon zur Wiederwahl nominiert wurde. Im Jahr 1974 kandidierte Murphy für das Amt des Gouverneurs von Idaho, unterlag aber dem demokratischen Amtsinhaber Andrus. Er starb am 3. Mai 1984 in seiner Heimatstadt Shoshone.